# Tichon (Nikanorow)
Tichon, imię świeckie Wasilij Nikanorow (ur. 18 stycznia?/30 stycznia 1855 w Kiriudze, gubernia nowogrodzka, zm. 9 stycznia 1920 w Woroneżu) – rosyjski biskup prawosławny, święty nowomęczennik.

## Życiorys
Urodził się w rodzinie psalmisty cerkiewnego. W 1877 ukończył seminarium duchowne w Nowogrodzie, zaś w 1881 – Petersburską Akademię Duchowną. Od 1884 był inspektorem seminarium, którego dyplom uzyskał. 15 czerwca 1884 złożył wieczyste śluby zakonne w Monasterze Cyrylo-Biełozierskim, przyjmując imię Tichon. 10 lipca 1884 biskup staroruski Anastazy wyświęcił go na hieromnicha. 6 grudnia 1888 otrzymał godność igumena. Od 25 grudnia 1890, jako archimandryta, był rektorem seminarium duchownego w Nowogrodzie oraz przełożonym monasteru św. Antoniego w tym samym mieście.
2 lutego 1892 miała miejsce jego chirotonia na biskupa pomocniczego eparchii moskiewskiej z tytułem biskupa możajskiego. Tradycyjnie łączył urząd z obowiązkami przełożonego monasteru św. Sawy Storożewskiego. 20 sierpnia 1899 objął katedrę połocką i witebską, z której został w 1902 przeniesiony do eparchii penzeńskiej i sarańskiej. Jako jej ordynariusz założył stowarzyszenie pomocy uczącym i uczącym się w szkołach cerkiewnych, stowarzyszenie śpiewu cerkiewnego oraz komitet misyjny. 25 lipca 1907 musiał jednak odejść w stan spoczynku. W opinii A. Dworżanskiego przyczyną decyzji Świątobliwego Synodu Rządzącego o jego odsunięciu od katedry penzeńskiej była osobista interwencja P. Stołypina u oberprokuratora Synodu. Stołypin miał zdecydować się na taki krok, gdyż biskup Tichon (Nikanorow) nakazał odprawienie panichidy ku pamięci zamordowanego przez członków Czarnej Sotni deputowanego I Dumy, Michaiła Herzensteina. Duchowny został skierowany do monasteru Nowe Jeruzalem, jako pełniący obowiązki przełożonego.
23 czerwca 1912 biskup Tichon (Nikanorow) został mianowany biskupem kałuskim i borowskim, zaś po niecałym roku, w maju 1913, został przeniesiony na katedrę woroneską, otrzymując równocześnie godność arcybiskupią. Według wspomnień służącego w eparchii woroneskiej protojereja Joanna Żytiajewa w ciągu sześciu lat służby w Woroneżu arcybiskup cieszył się autentycznym szacunkiem i zaufaniem wiernych. Wysoko ceniła go m.in. późniejsza święta prawosławna, przełożona monasteru Świętych Marty i Marii w Moskwie wielka księżna Elżbieta.
Po wybuchu I wojny światowej biskup Tichon zorganizował przy monasterze Zwiastowania i św. Mitrofana w Woroneżu szpital dla rannych żołnierzy rosyjskich. Powołał również do życia komitet pomocy dla bieżeńców.
8 czerwca 1917 biskup został aresztowany przez zwolenników rewolucji lutowej i siłą przewieziony do Piotrogrodu, skąd wrócił po niecałym miesiącu. Zgodnie z wolą Synodu, ponownie objął zarząd eparchii woroneskiej, przeciwko czemu protestował zwołany po rewolucji zjazd chłopstwa guberni oraz komitet wykonawczy bolszewików. Jesienią 1917 uczestniczył w pracach Soboru Lokalnego Rosyjskiego Kościoła Prawosławnego. 25 kwietnia 1918 został nagrodzony za pracę dla Cerkwi prawem noszenia brylantowego krzyża na kłobuku.
Po zajęciu Woroneża przez wojska Białych w październiku 1919 nie skorzystał z możliwości wycofania się razem z nimi z miasta i wyjazdu za granicę, decydując się na pozostanie w mieście. Okoliczności jego śmierci nie są w pełni jasne: ks. Żytiejew oraz Aleksandr Palicyn, znający osobiście arcybiskupa, twierdzili, iż zmarł on 27 lutego 1920 na tyfus. Według innych wspomnień świadków duchowny został zamordowany w trzeci dzień obchodów prawosławnego Bożego Narodzenia, 9 stycznia 1920. Bolszewicy mieli powiesić go na królewskich wrotach w ikonostasie soboru Zwiastowania w Woroneżu w czasie nabożeństwa. Duchowny został pochowany 2 marca 1920 w tejże świątyni. W kwietniu 1956, w czasie rozbiórki kompleksu monasteru Zwiastowania i św. Mitrofana, razem z soborem, szczątki hierarchy przeniesiono na cmentarz miejski, zaś w 1993 ekshumowano i pochowano ponownie na cmentarzu Monasteru Akatowskiego.
Wersję o męczeńskiej śmierci hierarchy przyjął Rosyjski Kościół Prawosławny, kanonizując go w 2000 jako jednego z Nowomęczenników i Wyznawców Rosyjskich.